# أوسكر-50
أوسكر -50 هو أحد أقمار الهواة الصناعية من سلسلة أقمار اوسكار، و قد أطلقته مدينة الملك عبد العزيز للعلوم والتقنية في تاريخ 2002-12-20	
وهو القمر الصناعي العربي الوحيد من نوعه الذي يخدم هواة الراديو في العالم، إذا أن جميع أقمار هواة الراديو لم تقم أي دولة عربية حتى الآن بإطلاق أياً منها سوى المملكة العربية السعودية، والتي أطلقت مجموعة من الأقمار بتسلسل زمني، و أوسكر -50 هو الوحيد الذي يعمل منهم حتى الآن.

## معلومات تقنية
يحمل القمر العديد من التجارب منها محطة إعادة ( Repeater ) فضائية تعمل على استقبال بموجة طولها 2 متر وإرسال بموجة طولها 70 سنتيمتر بقدرة 250 ميلي واط.
يلزم للإرسال على القمر أن تضبط الموجة التحت سمعية بتردد 67 هيرتز، وقبل ذلك يجب عليك فتح مؤقت الاستقبال بالإرسال لمدة ثانيتين بموجة تحت سمعية بتردد 74.4 هيرتز يقوم المؤقت بفتح الاستقبال لمدة عشر دقائق.